# 商業攝影
商業攝影是攝影師或攝影技術執行者等承接客戶委託後进行拍攝，並收取報酬；商業攝影為商業所存在，在此範疇內，攝影本身即是商業行為。商業攝影並無特定的類型，其拍攝內容、執行方式、攝影風格等皆視客戶需求而定；攝影師可受長期僱佣、約聘或自行接案。常見的類型如廣告攝影、企業形象、商品型錄等。商業攝影師多半需具備專業攝影器材操作、攝影棚內燈光及其他實務知識，並能依工作需求適度調整相片——但此一需求因數位攝影蓬勃發展之故，過往應具備的底片與暗房知識已漸漸轉為專業電腦修圖技能。